# Javier Castaño
Pour les articles homonymes, voir Castano.
Javier Castaño, né le 28 février 1980 à León (Espagne), est un matador espagnol.

## Carrière
- Débuts en public : Topas (Espagne, province de León) le 13 juin 1996.
- Débuts en novillada avec picadors : San Miguel de Valero (Espagne, province de Salamanque) le 9 mai 1999, aux côtés de José Luis Barrera et Salvador Ruano. Novillos de la ganadería de Angel Cruz.
- Présentation à Madrid : 26 mars 2000, aux côtés de « El Fandi » et José Luis Angelino. Novillos de la ganadería de Lozano Hermanos.
- Alternative : Saint-Sébastien (Espagne, province de Guipuscoa), le 1er avril 2001. Parrain, Enrique Ponce ; témoin, « El Juli ».
- Confirmation d’alternative à Madrid : 17 mai 2001. Parrain, José Ortega Cano ; témoin, « Finito de Córdoba ». Taureaux de la ganadería de Mari Carmen Camacho.

## Style
Adaptée à la lidia des toros durs et armés, la tauromachie de Javier Castaño est relativement exposée, simple et sans ornement. Le torero, natif de León mais formé à Salamanque, s'attache à mettre en valeur les qualités de son adversaire comme l'exigent les canons du toreo castillan.
Ainsi, en début de faena, Javier Castaño se place souvent au centre du ruedo pour provoquer la charge du toro resté près des planches. Cette manœuvre permet de juger le galop du toro mais aussi de la capacité de l'animal à quitter sa querencia – et donc à manifester sa bravoure. La gestuelle sèche, froide et minimaliste de Castaño est secondée par des appels vocaux rauques visant à solliciter un peu plus la charge du toro.
Le style simple de Javier Castaño est parfois enrichi de détails s'inspirant de la tauromachie d'antan. Régulièrement, le torero conduit le dernier tercio coiffé de sa montera – contrairement à l'usage contemporain –, clin d’œil aux gravures taurines du XIXe siècle. Castaño a également participé à la remise au goût du jour de l'utilisation de la chaise sur laquelle il s'assoit pour donner les passes d'ouverture de certaines de ses faenas',.
Bien que souvent fébrile avec les aciers – à cause desquels de nombreux succès lui ont échappé, notamment lors de la temporada 2013,, –, Castaño est l'inventeur du coup d'épée a recibir à longue distance. Le 27 mai 2012, lors de son solo nîmois, il estoque un toro de Miura après que celui-ci a chargé le matador sur une dizaine de mètres. Ce type d'inventions spectaculaires – et appréciées des gradins – fonde également la singularité de Javier Castaño.

## Cuadrilla

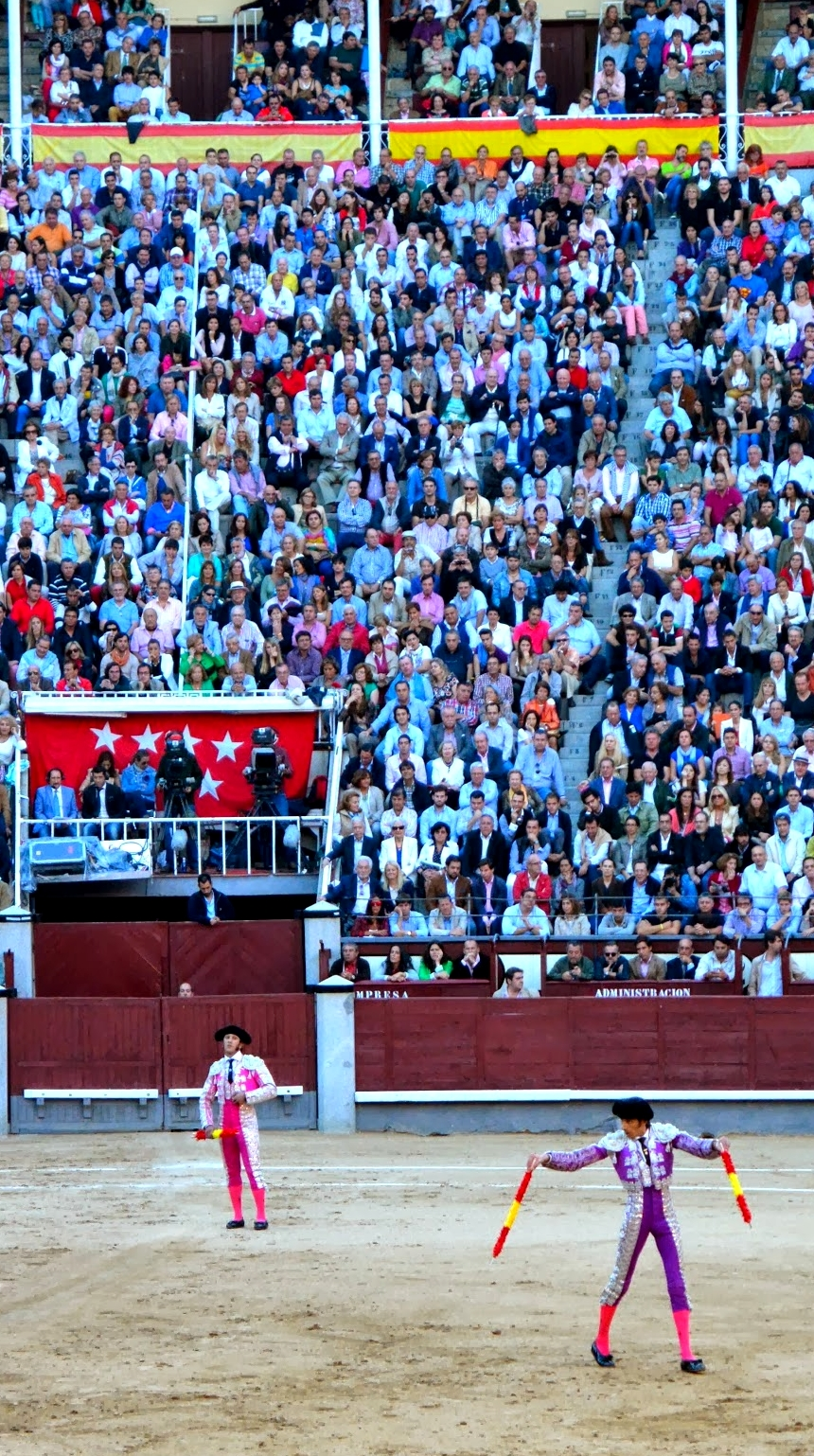
Le banderillero David Adalid à Las Ventas, en octobre 2013.

Javier Castaño a choisi de mettre en valeur chacun des trois tiers qui constituent la lidia. Aussi, il a engagé dans sa cuadrilla ceux que l'on compte parmi les meilleurs de la profession. Ces subalternes sont devenus, depuis le début des années 2010, des toreros dont les prestations sont aussi attendues que celles du matador lui-même. Ce dernier, orchestrant la lidia à la manière de Luis Francisco Espla ou de Ruiz Miguel, laisse ainsi à ses picadores et banderilleros une large place pour exprimer la maîtrise de leur art.
Placido Sandoval dit « Tito », picador titulaire de la cuadrilla – au même titre que Fernando Sanchez Muriel –, est depuis plusieurs années considéré comme l'un des meilleurs du métier. Efficace, il place souvent la puya au bon endroit tout en accueillant le toro parti de loin. Sans excès, il encaisse volontiers la charge en levant la pique pour ménager l'animal. Spectaculaire, il sollicite la charge de son adversaire en déplaçant son cheval avec une grande aisance ou, parfois, en lançant son chapeau en direction du toro, placé le plus loin possible du cheval. Il encaisse également les assauts en plaçant sa monture de face selon les règles classiques. Tito Sandoval remporte régulièrement les prix de meilleur picador dans les ferias les plus importantes.
Les trois peones de Javier Castaño sont également devenus des célébrités des ruedos. La brega était auparavant assurée par Marco Galan, natif de Ciudad Real. Son rôle est de placer idéalement le toro pour faire briller matador et banderilleros sans donner de coup de capes en trop.  La pose des banderilles était alors réservée à David Adalid – pour la première et la troisième paire – et à Fernando Sanchez Martin – pour la seconde paire. Les deux toreros bénéficient d'une liberté d'expression pour l'heure sans égale dans les ruedos.
David Adalid, né à Madrid et banderillero depuis 1996, est un torero dont le style mêle élégance, torería et engagement. Il pose toujours les banderilles entre les cornes du toro, après avoir attiré l'attention de celui-ci par la voix. Les poses de poder a poder d'Adalid, extrêmement spectaculaires et particulièrement exposées, ont un fort impact sur les gradins. Le torero emploie parfois des techniques d'ordinaire réservées aux matadores. Ainsi, en mai 2012, dans les arènes de Nîmes, il cloue les banderilles depuis une chaise. C'est à la suite d'un quiebro devant un toro de Miura qu'il est gravement encorné en septembre 2013, toujours à Nîmes,.
Fernando Sanchez, originaire de Tolède, entré dans la cuadrilla de Javier Castaño en 2012, est un banderillero au style classique, ancien et gracieux se référant aux toreros El Vito, Luis Gonzàlez, Manolo Montoliu ou Luis Carlos Aranda. Il s'approche d'un pas ferme et sollicite la charge en parlant au toro.
Le 1er juin 2013, dans les arènes madrilènes de Las Ventas, la cuadrilla de Javier Castaño a été consacrée par une vuelta al ruedo – fait unique pour une cuadrilla dans l'histoire de la tauromachie –, effectuée après le deuxième tercio de la lidia d'un toro de Cuadri (es).
Depuis la saison 2015, David Adalid a quitté la cuadrilla de Javier Castaño ; il est désormais dans celle de Morenito de Aranda. Il a été remplacé par Angel Otero.

## Toros
Ce concept de lidia totale, qui vise à mettre en valeur le toro dans tous les tercios, est particulièrement adapté au type de bétail combattu par Javier Castaño. Le torero est principalement sollicité par les promoteurs pour affronter des toros dits durs, issus des encastes minoritaires engendrant le bétail le plus exigeant et le plus volumineux. Cuadri (es), Miura, Escolar Gil, Adolfo Martin ou Victorino Martín font partie des ganaderias de prédilection de Castaño. Ces toros complets, forts et puissants permettent souvent à tous les acteurs de la cuadrilla de se mettre en valeur lors des différentes phases de la lidia.
Cette tauromachie fondée sur la capacité du toro à endurer une lidia exigeante correspond à une évolution partielle de l'afición, désormais plus attentive aux qualités que manifeste le toro dans les trois tiers. Cette afición toristas est particulièrement présente en France, avec en figure de proue les arènes de Vic-Fezensac dans le Gers – dans lesquelles se produit régulièrement Javier Castaño – ou celles de Céret dans les Pyrénées-Orientales. Javier Castaño est donc fréquemment engagé en France où le public est singulièrement attentif à la prestation des piqueros de sa cuadrilla.